# Ivan Mihajlovics Bobko
Ivan Mihajlovics Bobko (ukránul: Іван Михайлович Бобко; Odessza, 1990. december 10. –) ukrán bal lábas labdarúgó, posztja szerint csatár.

## Pályafutása

### Klub pályafutása

#### Csornomorec Odesza
Ivan Bobko Ukrajnában a Csornomorec Odesza egyesületében nevelkedett és itt is kezdte profi pályafutását.
Az odeszai csapattal a 2013/2014-es szezonban szerepeltek az Európa-liga csoportkörében, sőt onnan tovább is jutottak, az Lyon állította meg őket, miután a hazai 0–0-t követően Franciaországban 1–0-ra kikaptak. Ivan Bobko ebben az idényben 12 nemzetközi mérkőzésen (beleértve a selejtezőket is) kapott szerepet, ebből 11-szer kezdőként. Öt szezon alatt 72 bajnoki és 9 kupamérkőzésen lépett pályára és 9 bajnoki találatot szerzett.

#### Metaliszt Harkiv
Hazájában megfordult még a Metaliszt Harkiv csapatában is, melyben két szezon alatt 24 bajnoki és 2 kupamérkőzésen lépett pályára, nem szerzett gólt egyik kiírásban sem.

#### Debreceni VSC
2016 szeptember 2-án szabadon igazolható játékosként szerződött a Debreceni VSC-hez. A magyar élvonalban tíz mérkőzésen egy gólt szerzett. 2016 decemberében szerződését nem hosszabbították meg a hajdúsági csapatnál.

### Válogatott pályafutása
Egyszeres ukrán utánpótlás válogatott (U 18).